# APR-1400
L'APR-1400, pour Advanced Power Reactor-1400, est un modèle de réacteur nucléaire à eau pressurisée de 3e génération, développant 1 400 MWe et conçu par Korea Electric Power Corporation (KEPCO).
Depuis mai 2025, le parc mondial d'APR-1400 se décompose comme suit :
- 8 réacteurs en service commercial : quatre en Corée du Sud (les unités no 3 et 4 de la centrale de Shin-Kori, et les unités no 1 et 2 de la centrale de Shin-Hanul) ; et quatre aux Émirats arabes unis à la centrale de Barakah ;
- 3 en construction au Corée du Sud : 2 à la centrale de Shin-Kori (unités no 5 et 6), et 1 à la centrale de Shin-Hanul (unités no 3) ;
- 1 en projet à la centrale de Shin-Hanul (unités no 4), ainsi qu'une paire de réacteurs en Pologne.

KEPCO développe à partir de l'APR-1400 un modèle de moindre puissance (1 000 MWe) nommée APR-1000. Quatre unités sont en projet en Tchéquie : deux à la centrale nucléaire de Dukovany (unités no 5 et 6) et deux autres à la centrale nucléaire de Temelín (unités no 3 et 4).

## Histoire
Initialement connu sous le nom de Korean Next Generation Reactor (KNGR), ce réacteur de génération III est développé à partir du modèle antérieur sud-coréen OPR-1000 (lui même dérivé du réacteur américain System 80+ conçu par Combustion Engineering).
La conception de l'APR-1400 commence en 1992. Il est certifié par la Korean Institute of Nuclear Safety en mai 2002. La demande de certification du concept est ensuite transmise à la Commission de réglementation nucléaire des États-Unis (NRC) en décembre 2014 et acceptée en mars 2015 pour évaluation technique afin de déterminer la conformité du réacteur avec les exigences de sécurité américaines. En septembre 2018, la NRC publie son rapport final d'évaluation de la sécurité et approuve la conception standard, concluant que la conception était techniquement acceptable et valable pour 15 ans. En avril 2019, la NRC approuve une règle pour certifier la conception standard de l'APR-1400. En septembre 2019, le réacteur reçoit son certificat de conception valable pour 15 ans.
En octobre 2017, l'organisation European Utility Requirements (EUR) approuve les modifications apportées à la conception de l'APR-1400 pour le refroidissement d'urgence, ce qui permet au modèle d'être construit dans des pays hors d'Europe avec la certification EUR.

## Conception
L'APR-1400 est un réacteur à eau pressurisée (utilisant de l'eau légère), évolutif et basé sur la précédente conception sud coréenne le réacteur OPR-1000. En Corée du Sud, le réacteur a produit une puissance électrique brute de 1455 MWe avec une puissance thermique de 3983 MWth (4000 MWth nominal).
La conception a été développée pour répondre à 43 contraintes, les principaux développements étant l'évolution de la capacité, l'augmentation de la durée de vie et le renforcement de la sécurité. Les améliorations de la conception visent également à répondre aux objectifs économiques et aux exigences en matière de licence. Par rapport à l'OPR-1000, les principales caractéristiques sont les suivantes :
- Puissance électrique nette : 1400 MW (augmentation de 40 %)
- Durée de vie nominale : 60 ans (augmentation de 50 %)
- Base de conception sismique : 0,3 g (augmentation de 50 %)
- Fréquence des dommages au cœur : moins de 10-5/an (divisée par 10)
- Assemblages combustible du cœur : 241 (augmentation de 36 %)

Plusieurs autres changements ont été incorporés, comme le passage à un système de contrôle d'accès entièrement numérique et la mise en œuvre de nouveaux systèmes dans le système d'injection de sécurité (SIT).

### Cœur du réacteur
Le cœur du réacteur APR-1400 est constitué de 241 assemblages combustibles, 93 assemblages d'éléments de contrôle et 61 assemblages d'instrumentation dans le cœur. Chaque assemblage de combustible comporte 236 barres de combustible agencées dans une grille de 16 x 16 (un certain espace est occupé par des tubes de guidage pour les barres de contrôle) contenant du dioxyde d'uranium (avec un enrichissement moyen de 2,6 w/o), qui est capable de produire une densité de puissance volumétrique moyenne de 100,9 W/cm3. Le cœur peut également être chargé jusqu'à 30% de combustible MOX, moyennant des modifications mineures. Le cœur est conçu pour un cycle de fonctionnement de 18 mois avec un taux de combustion de décharge allant jusqu'à 60 000 MWD/MTU, avec une marge thermique de 10 %. Pour les assemblages d'éléments de contrôle, 76 pastilles de carbure de bore sont utilisées dans les barres de contrôle à pleine résistance, tandis que 17 superalliages Inconel-625 sont utilisés dans les barres de contrôle à résistance partielle.

### Circuit primaire
Comme l'OPR-1000 et les modèles précédents de C-E, l'APR1400 possède deux boucles de refroidissement du réacteur. Dans chaque boucle, le réfrigérant primaire chauffé quitte la cuve du réacteur par un tuyau, passe par un générateur de vapeur et retourne à la cuve du réacteur par deux tuyaux, chacun équipé d'une pompe de refroidissement du réacteur. Dans la boucle 2, il y a un pressuriseur sur la branche chaude, où une bulle de vapeur est maintenue pendant le fonctionnement. Les boucles sont disposées symétriquement, de sorte que les circuits chauds sont diamétralement opposées sur la circonférence de la cuve. Comme les générateurs de vapeur sont surélevés par rapport à la cuve, la convection naturelle fera circuler le liquide de refroidissement du réacteur en cas de dysfonctionnement de la pompe de refroidissement. Le pressuriseur est équipé d'une soupape de décharge pilotée qui non seulement protège contre la surpression du système de refroidissement du réacteur, mais permet également une dépressurisation manuelle en cas de perte totale d'alimentation en eau.

### Circuit secondaire
Chaque générateur de vapeur comporte 13 102 tubes en superalliage Inconel 690 ; ce matériau améliore la résistance à la fissuration par corrosion sous contrainte par rapport à l'Inconel 600 utilisé dans les conceptions antérieures. À l'instar de la conception du système 80+, qui a connu une évolution tardive, le générateur de vapeur intègre un économiseur d'alimentation en eau qui préchauffe l'eau avant de l'introduire dans le générateur de vapeur. Par rapport à la conception de l'OPR-1000, le générateur de vapeur dispose d'un stock d'alimentation en eau secondaire plus important, ce qui prolonge le temps de séchage et offre plus de temps pour une intervention manuelle de l'opérateur, si nécessaire. La marge de l'obturation des tubes est de 10 %, ce qui signifie que l'unité peut fonctionner à pleine puissance même avec 10 % des tubes du générateur de vapeur obturés. Chacune des deux conduites de vapeur principales du générateur de vapeur contient cinq soupapes de sécurité, une soupape de décharge de la vapeur et une soupape d'isolement.

### Événements marquants
En 2012, une enquête est ouverte concernant certaines pièces installées dans cinq réacteurs OPR-1000 dont la certification aurait été falsifiée, suivie en 2013 de quatre OPR-1000 supplémentaires,. Un des composants concerné est un câblage de contrôle de sûreté, qui a également été installé dans des réacteurs APR-1400 alors en construction (les unités 3 et 4 de la centrale de Shin-Kori). Leur changement entraine un retard de démarrage de deux réacteurs d'un an.

## Réacteurs APR-1400 dans le monde
Les caractéristiques des réacteurs sont données dans le tableau ci-après, les données sont principalement issues de la base de données PRIS (Power Reactor Information System) de l’Agence international de l'énergie atomique (AIEA).
Base de données établie par l'AIEA qui définit ainsi les termes :
- La puissance nette correspond à la puissance électrique délivrée sur le réseau et sert d'indicateur en termes de puissance installée,
- La puissance brute correspond à la puissance délivrée par l'alternateur (= puissance nette augmentée de la consommation interne de la centrale),
- La puissance thermique correspond, à la puissance délivrée par la chaudière nucléaire

Le début de construction correspond à la date de coulage des fondations du bâtiment réacteur. Une tranche (nom utilisé pour un réacteur complet) est considérée comme opérationnelle après son premier couplage au réseau. La mise en service commercial est le transfert contractuel de l’installation du constructeur vers le propriétaire ; en principe après réalisation des tests réglementaires et contractuels et après fonctionnement continu à 100 % pendant une durée définie au contrat de construction.
| Pays                | Site       | Unité                    | Statut          | Puissance   | Puissance   | Puissance        | Début de construction | Premier raccordement au réseau | Mise en service commercial |
| Pays                | Site       | Unité                    | Statut          | Nette [MWe] | Brute [MWe] | Thermique [MWth] | Début de construction | Premier raccordement au réseau | Mise en service commercial |
| ------------------- | ---------- | ------------------------ | --------------- | ----------- | ----------- | ---------------- | --------------------- | ------------------------------ | -------------------------- |
| Corée du Sud        | Shin-Kori  | SAEUL-1 (ex SHIN-KORI-3) | Opérationnel    | 1 416       | 1 488       | 3 983            | 16 octobre 2008       | 15 janvier 2016                | 20 décembre 2016           |
| Corée du Sud        | Shin-Kori  | SAEUL-2 (ex SHIN-KORI-4) | Opérationnel    | 1 418       | 1 491       | 3 983            | 19 août 2009          | 22 avril 2019                  | 29 août 2019               |
| Corée du Sud        | Shin-Kori  | SAEUL-3 (ex SHIN-KORI-5) | En construction | 1 340       | 1 400       | 3 983            | 1er avril 2017        | 2025                           | -                          |
| Corée du Sud        | Shin-Kori  | SAEUL-4 (ex SHIN-KORI-6) | En construction | 1 340       | 1 400       | 3 983            | 20 septembre 2018     | 2025                           | -                          |
| Corée du Sud        | Shin-Hanul | 1                        | Opérationnel    | 1 429       | 1 455       | 3 983            | 10 juillet 2012       | 9 juin 2022                    | 7 décembre 2022            |
| Corée du Sud        | Shin-Hanul | 2                        | Opérationnel    | 1 416       | 1 455       | 3 983            | 19 juin 2013          | 21 décembre 2023               | 5 avril 2024               |
| Corée du Sud        | Shin-Hanul | 3                        | En construction | ~1 416      | ~1 455      | ~3 983           | 20 mai 2025           | 2032                           |                            |
| Corée du Sud        | Shin-Hanul | 4,                       | Planifié        | ~1 416      | ~1 455      | ~3 983           |                       |                                |                            |
| Émirats arabes unis | Barakah    | 1                        | Opérationnel    | 1 337       | 1 417       | 3 983            | 19 juillet 2012       | 19 août 2020                   | 1er avril 2021             |
| Émirats arabes unis | Barakah    | 2                        | Opérationnel    | 1 337       | 1 417       | 3 983            | 28 avril 2013         | 21 septembre 2021              | 24 mars 2022               |
| Émirats arabes unis | Barakah    | 3                        | Opérationnel    | 1 337       | 1 417       | 3 983            | 24 septembre 2014     | 8 octobre 2022                 | 24 février 2024            |
| Émirats arabes unis | Barakah    | 4,                       | Opérationnel    | 1 337       | 1 417       | 3 983            | 30 juillet 2015       | 23 mars 2024                   | 5 septembre 2024           |

### Corée du Sud
Les premiers réacteurs APR-1400 commerciaux à Shin-Kori ont été approuvés en septembre 2007, et leur construction a débuté en octobre 2008 (unité 3) et en août 2009 (unité 4). La mise en service de Shin-Kori 3 était initialement prévue pour la fin 2013, mais les calendriers des unités 3 et 4 ont été retardés d'environ un an en raison du remplacement du câblage de commande lié à la sécurité, qui avait échoué à certains tests. La construction de deux autres unités APR-1400 à Shin-Kori, en Corée (unités 5 et 6) devait commencer en 2014, mais en décembre 2016, les plans n'avaient pas été finalisés.
La construction de deux nouveaux APR-1400, les unités 1 et 2 de Shin-Hanul, a commencé en mai 2012 (unité 1) et en juin 2013 (unité 2). L'unité 1, qui devait être achevée en avril 2017 a finalement été mise en service le 9 juin 2022. Deux autres APR1400 à Shin-Hanul ont été approuvés en 2014, et leur construction devait commencer en 2017.
Après l'élection du président Moon Jae-in en mai 2017, KHNP a suspendu les travaux de conception sur Shin-Hanul 3 et 4, et les travaux de construction ont été suspendus sur Shin-Kori 5 et 6 en juillet 2017 pour une période de trois mois, le temps qu'un comité nommé par le gouvernement se réunisse pour discuter de la future politique nucléaire du pays. Le président Moon avait signé un accord en mars 2017 appelant à la sortie progressive de l'énergie nucléaire alors qu'il faisait campagne pour la présidence. En octobre 2017, le comité a recommandé de procéder à la construction de Shin-Kori 5 et 6. Le président Moon a annoncé qu'il soutenait la décision du comité, mais a ajouté qu'aucune nouvelle construction ne serait autorisée, jetant le doute sur le sort de Shin-Hanul 3 et 4.
En mai 2022, le gouvernement annonce son intention de reprendre la construction de Shin-Hanul 3 et 4 en 2025.

### Émirats arabes unis
En décembre 2009, un consortium mené par KEPCO a obtenu le contrat de construction de quatre réacteurs APR1400 à Barakah, aux Émirats arabes unis. La construction du bloc 1 de Barakah a commencé en juillet 2012, celle du bloc 2 en mai 2013, celle du bloc 3 en septembre 2014 et celle du bloc 4 en septembre 2015. Le bloc 1 a commencé à produire de l'électricité le 1er août 2020 et est entré en exploitation commerciale le 6 avril 2021.
Barakah 2 effectue sa première criticité le 27 août 2021 et est connecté au réseau pour la première fois le 14 septembre 2021. Il entre en service le 24 mars 2022.

### Royaume-Uni
NuGeneration (NuGen) a été créée en tant que coentreprise entre Engie, Iberdrola et Scottish and Southern Energy (SSE) pour développer la centrale nucléaire de Moorside, dans le comté de Cumbria ; initialement, la construction de trois unités Westinghouse AP1000 était prévue. SSE a été rachetée par Engie et Iberdrola en 2011, et les parts d'Iberdrola ont été rachetées à leur tour par Toshiba en 2013. À la suite de la faillite de Westinghouse Electric Corporation, filiale de Toshiba, en mars 2017, Engie s'est retiré de NuGen en juillet, laissant Toshiba comme seul propriétaire de NuGen. En décembre 2017, NuGen a annoncé que KEPCO avait été désigné comme le soumissionnaire privilégié pour acquérir NuGen auprès de Toshiba. En juillet 2018, le statut de soumissionnaire privilégié de KEPCO a pris fin, en réponse aux difficultés de financement du développement.

## Réacteur APR+ (projet abandonné)
La conception de l'APR1400 est perfectionnée pour devenir le modèle APR+, qui reçoit sa certification officielle le 14 août 2014 après sept ans de développement. La conception du réacteur présente une sécurité améliorée avec entre autres « une fréquence d'endommagement du cœur inférieure d'un ordre de grandeur entier à celle calculée pour la conception APR1400 ». Le cœur de l'APR+ utiliserait 257 assemblages de combustible, soit 16 de plus que l'APR1400, afin de porter sa puissance électrique brute à 1 550 MWe (soit une puissance nette de 1 500 MWe). Certains dispositifs de sécurité, comme les générateurs de secours, sont passés de deux à quatre systèmes indépendants et redondants.
En novembre 2014 le gouvernement sud-coréen signe un accord avec le district de Yeongdeok pour la construction d'une nouvelle centrale nucléaire en Corée du Sud nommée Cheon-ji, et située à 100 km au nord de la centrale de Wolsong. KHNP envisage alors en 2015 la construction de deux APR+ à partir de 2022, et vise une première connexion au réseau en décembre 2026 (unité no 1) et décembre 2027 (unité no 2). Deux réacteurs APR+ supplémentaires sont envisagés sur le même site, ou bien sur une nouvelle centrale à Daejin.
Les quatre projets de réacteurs APR+ sont abandonnés après l'élection du président Moon Jae-in en mai 2017, ce dernier menant alors une politique anti-nucléaire en Corée du Sud (annulation de tout nouveau projet de réacteur, et projet de fermeture des réacteurs existant dans la décennie 2030).

## Réacteur APR-1000 (en projet)
Ne doit pas être confondu avec Réacteur AP1000.
Durant la décennie 2010, KEPCO développe pour le projet d'extension de la centrale nucléaire de Dukovany en Tchéquie (réacteur no 5), un réacteur dérivé de l'APR-1400 mais de moindre puissance (environ 1 000 MWe) nommé APR-1000. L'APR-1000 est alors en concurrence avec l'EPR1200 d'EDF, et l'AP1000 de Westinghouse.
Le 1er février 2024, le gouvernement tchèque écarte l'offre de Westinghouse et exprime sa volonté de construire quatre nouveaux réacteurs : deux à la centrale de Dukovany et deux à la centrale nucléaire de Temelín,,. Le gouvernement tchèque annonce le 17 juillet 2024 avoir sélectionné l'APR-1000 de KHNP pour la construction d'une paire de réacteurs à Dukovany, ainsi que pour une éventuelle deuxième paire à Temelín. L'objectif est de réaliser les premiers tests du premier réacteur (Dukovany-5) en 2036, et viser une entrée en service commercial en 2038.
| Pays     | Site     | Unité | Statut    | Puissance   | Puissance   | Puissance        | Début de construction | Premier raccordement au réseau | Mise en service commercial |
| Pays     | Site     | Unité | Statut    | Nette [MWe] | Brute [MWe] | Thermique [MWth] | Début de construction | Premier raccordement au réseau | Mise en service commercial |
| -------- | -------- | ----- | --------- | ----------- | ----------- | ---------------- | --------------------- | ------------------------------ | -------------------------- |
| Tchéquie | Dukovany | 5     | En projet | ~1 000      |             |                  |                       |                                | 2038                       |
| Tchéquie | Dukovany | 6     | En projet | ~1 000      |             |                  |                       |                                |                            |
| Tchéquie | Temelín  | 3     | En projet | ~1 000      |             |                  |                       |                                |                            |
| Tchéquie | Temelín  | 4     | En projet | ~1 000      |             |                  |                       |                                |                            |